# Shōichi Yokoi
Pour les articles homonymes, voir Yokoi.
Shōichi Yokoi (横井 庄一, Yokoi Shōichi, 31 mars 1915 à Saori (en), préfecture d'Aichi - 22 septembre 1997) est un soldat japonais demeuré dans la jungle de l'île de Guam jusqu'en 1972, où il survécut seul pendant 28 ans.

## Biographie
En 1941, Shōichi Yokoi est enrôlé dans l'armée impériale japonaise et envoyé à Guam presque tout de suite. En 1944, lorsque les forces armées américaines s'emparent de l'île, Yokoi se cache. 
Dans les premiers temps, il se tenait soigneusement caché, chassant la nuit et essayant de ne pas se faire voir pendant la journée et se servant des plantes de l'île pour se nourrir, pour se faire des vêtements et s'arranger une paillasse pour dormir, et habitant dans un trou. Il craignait d'être tué si jamais il tombait entre les mains des habitants de Guam, en raison des exactions que les Japonais avaient perpétrées pendant la guerre contre la population civile. Pendant vingt-huit ans, il vécut ainsi dissimulé, refusant de se livrer même après avoir trouvé des feuilles volantes qui annonçaient la fin de la Seconde Guerre mondiale.
Dans l'après-midi du 24 janvier 1972, Shōichi Yokoi fut découvert dans les bois de Talofofo par deux chasseurs, Jésus Duenas et Manuel DeGracia, qui relevaient leurs pièges à crevettes jetés dans un petit fleuve de la région. D'abord, ils prirent Yokoi pour un autochtone, mais finalement reconnurent qu'il s'agissait d'un Japonais : Yokoi les attaquant, mais ils réussirent, tant bien que mal, à se saisir de lui et à l'emmener hors de la brousse. Des soldats japonais en fuite avaient assassiné la nièce de DeGracia peu après la fin de la bataille de Guam et il fallut que Duenas convainquît son camarade de chasse de ne pas abattre sur place le Japonais.
Il est retourné au Japon en transportant son vieux fusil rouillé. Il aurait déclaré : « C'est malgré une honte extrême que je suis revenu vivant » (traduction libre de (ja) 「帰って参りました…恥ずかしながら、生き永らえて帰って参りました」: kaette mairimashita... hazukashinagara, ikinagaraete kaette mairimashita). Son commentaire est devenu courant par la suite dans le langage populaire.
Après une tournée médiatique au Japon, il s'est marié et établi dans la préfecture d'Aichi. À cause de sa longue absence pour une cause perdue, il est devenu une figure marquante de la télévision japonaise, où il prônait régulièrement une vie austère. Il est mis en vedette dans le documentaire (en) Yokoi and His Twenty-Eight Years of Secret Life on Guam (1977). Il a reçu l'équivalent de 300 USD à titre de paiement rétroactif, ce qui s'ajoutait à une petite rente.
En 1991, il a rencontré l'empereur du Japon, Akihito. Il considérait cette rencontre comme le plus grand honneur de sa vie. Quelques mois plus tard, il a affirmé qu'il avait ses raisons de demeurer isolé : 
« J'ai eu une enfance difficile, plusieurs membres de ma famille étaient méchants. Je suis demeuré dans la jungle pour leur faire la leçon. » (traduction de (en) « I had a tough childhood, among many unkind relatives », he explained. « I stuck to the jungle because I wanted to get even with them »).